# Claudia Alexander
Claudia Joan Alexander (30 de maio de 1959 – 11 de julho de 2015) foi uma cientista norte-americana especializada em geofísica e ciência planetária.
Alexander conduziu pesquisas pioneiras na física de cometas, de Júpiter e suas luas, vento solar entre outros. Foi autora ou co-autora de mais de uma dúzia de artigos científicos.
Como membro da equipa técnica no Jet Propulsion Laboratory, ela foi a última gerente da missão Galileo, da NASA, tendo supervisionado a descida da sonda espacial Galileo à atmosfera de Júpiter, durante a conclusão da missão, em 2003; à data da sua morte, trabalhava como administradora de projeto e como cientista na missão Rosetta, projeto empreendido pela Agência Espacial Europeia, dedicado ao estudo do cometa 67P/Churyumov-Gerasimenko.

## Infância e educação
Claudia Alexander, nascida no Canadá, foi criada em Santa Clara, Califórnia, filha de Gaynelle e Harold Alfred Alexander (1917-2010). Teve dois irmãos: Suzanne e David. Embora quisesse tornar-se jornalista, seus pais desejavam que se tornasse engenheira. Seu interesse por ciência planetária surgiu após um trabalho de verão no Centro de Pesquisas de Ames. Embora tivesse sido contratada para trabalhar na seção de engenharia, costumava visitar a seção de ciência, onde não só sentia ser capaz de realizar um bom trabalho, como também lhe era mais aprazível.
Em 1983 obteve o bacharelado em Geofísica, na Universidade da Califórnia em Berkeley, que lhe parecia ser uma boa base para conseguir trabalhar como cientista planetária. Dois anos depois, em 1985, concluiu o mestrado em geofísica e física espacial na Universidade da Califórnia em Los Angeles. Recebeu o doutorado em física do plasma espacial pela Universidade de Michigan em 1993, onde foi nomeada "Mulher do Ano".    

## Carreira
Claudia Alexander trabalhou no Serviço Geológico dos Estados Unidos (United States Geological Survey - USGS) no estudo de placas tectónicas e no Ames Research Center, na observação dos satélites de Júpiter, tendo seguidamente, em 1986, assumido um cargo no Jet Propulsion Laboratory da NASA. Trabalhou como coordenadora científica para o instrumento de ondas plasma abordo da sonda espacial Galileo  tendo-se tornado, depois, a administradora da missão Galileo. Foi a última administradora de projeto da missão e supervisionou a descida da sonda espacial à atmosfera de Júpiter, durante a conclusão da missão, em 2003.
Trabalhou como investigadora em diversos temas incluindo: a física da evolução e do interior dos cometas, Júpiter e as suas luas, magnetosferas, placas tectónicas, plasma espacial, as descontinuidades e expansão do vento solar e o Planeta Vénus. Escreveu e co-escreveu catorze artigos. 
À data da sua morte, Alexander trabalhava como administradora de projeto e como cientista na missão Rosetta, projeto compreendido pela Agência Espacial Europeia, dedicado ao estudo do cometa 67P/Churyumov-Gerasimenko.

## Morte
Em adição ao seu trabalho científico, Clara Alexander escreveu ficção científica e livros para crianças. Ela faleceu em 11 de julho de 2015 em Arcadia, Califórnia, depois de uma luta de dez anos contra um câncer de mama. Ela foi sepultada no Oak Hill Memorial Park, em Santa Clara, Califórnia.
Assim disse James Green, diretor da divisão de ciência planetária da NASA:
| “ | A morte de Claudia Alexander nos lembra o quão somos frágeis seres humanos, mas também que somos cientistas afortunados por fazer parte desta ciência. | ” |